# Zesstedenbond van de Opper-Lausitz
| Stadswapens van de zes steden in de Zesstedenbond van de Opper-Lausitz | Stadswapens van de zes steden in de Zesstedenbond van de Opper-Lausitz | Stadswapens van de zes steden in de Zesstedenbond van de Opper-Lausitz |
| ---------------------------------------------------------------------- | ---------------------------------------------------------------------- | ---------------------------------------------------------------------- |
| Bautzen                                                                | Görlitz                                                                | Zittau                                                                 |
| Lauban                                                                 | Kamenz                                                                 | Löbau                                                                  |

De Zesstedenbond van de Opper-Lausitz was een handelsorganisatie van de steden Görlitz, Lauban, Kamenz, Bautzen, Löbau, Zittau die de stadsraden en koopmannen sloten, om een vuist te kunnen maken om hun privileges te waarborgen en zich tegen roofridders te beschermen. De Boheemse Koning Keizer Karel IV erkende de zesstedenbond. De stedenbond werd in 1346 opgericht en hield op te bestaan in 1815, nadat de Opper-Lausitz werd verdeeld tussen het Koninkrijk Saksen en het Koninkrijk Pruisen. De steden Kamenz, Bautzen, Löbau en Zittau bleven bij Saksen. De steden Görlitz en Lauban gingen deel uit maken van de Provincie Silezië. De Zesstedenbond van de Opper-Lausitz had veel gemeen met de Tienstedenbond in de Elzas.